# Jacques Charrier
Jacques Charrier (* 6. November 1936 in Metz, Département Moselle, Frankreich) ist ein französischer Schauspieler und Filmproduzent.

## Leben
Mit sechs Geschwistern aufgewachsen, sollte er wie sein Vater eine militärische Laufbahn einschlagen. Jacques begann jedoch als 17-Jähriger an der Akademie der Schönen Künste in Straßburg eine Lehre als Keramiker. 1956 wurde er für den Film entdeckt und spielte die Rolle des Frédéric in einer Verfilmung von Alphonse Daudets L’Arlésienne. Jacques Charrier ging nun nach Paris und wurde Schüler an der École nationale supérieure des arts et techniques du théâtre. Wenig später entdeckte ihn Marcel Carné für den Film Die sich selbst betrügen (1958) und Jean-Pierre Mocky gab ihm in Folge eine Hauptrolle in Die nach Liebe hungern. 1959 heiratete Jacques Charrier die Schauspielerin Brigitte Bardot, mit der er in Babette zieht in den Krieg spielte. Der gemeinsame Sohn Nicolas-Jacques Charrier wurde am 11. Januar 1960 geboren. Die Geburt wurde ein mediales Weltereignis. Das Paar ließ sich 1963 scheiden, Charrier heiratete noch drei weitere Male.
Jacques Charrier hatte einen großen Erfolg mit André Cayattes Meine Tage mit Pierre – meine Nächte mit Jacqueline (1964), doch seine Karriere ging Ende der 1960er Jahre zu Ende. Seine letzten Filmrollen spielte er 1969 neben Marina Vlady in Miklós Jancsós Schirokko, 1972 in Pierre Kasts Les soleils de l’Ile de Pâques und 1973 in Jean-Claude Brialys Les volets clos. Seine Schauspielkarriere endete 1981 mit der Hauptrolle in der Fernsehserie Salut champion.
Jacques Charrier wurde nun bildender Künstler. 1997 verklagte er seine Ex-Frau Brigitte Bardot, da sie seine Privatsphäre in ihren Memoiren Initials B.B. verletzt habe, und veröffentlichte Meine Antwort auf Brigitte Bardot.

## Filmografie
- 1958: Die sich selbst betrügen (Les Tricheurs)
- 1958: Police judiciaire
- 1959: Babette zieht in den Krieg (Babette s’en va-t-en guerre)
- 1959: Die nach Liebe hungern (Les Dragueurs)
- 1960: Affäre einer Nacht (L’Affaire d’une nuit)
- 1960: La main chaude
- 1961: Der tolle Amerikaner (La belle Américaine)
- 1961: Tiro al piccione
- 1962: Das Auge des Bösen (L’Œil du Malin)
- 1962: Carmen di Trastevere
- 1962: Die sieben Hauptsünden (Les Sept péchés capitaux)
- 1963: Alles wegen dieser Frauen (À cause, à cause d’une femme)
- 1964: Meine Tage mit Pierre – meine Nächte mit Jacqueline (Jean-Marc ou La vie conjugale)
- 1964: Françoise ou la vie conjugale
- 1965: La bonne occase
- 1966: Die Geschöpfe (Les créatures)
- 1966: Karriere (A belles dents)
- 1966: Marie Soleil
- 1967: Das älteste Gewerbe der Welt (Le plus vieux métier du monde)
- 1967: An Evening in Paris
- 1967: L’affaire Lourdes
- 1969: Money-Money
- 1969: Schirokko (Sirokkó) (auch Produzent)
- 1972: Églantine (Produzent)
- 1972: Les soleils de l’Ile de Pâques
- 1972: Quelque part quelqu’un
- 1973: Les volets clos
- 1975: Dreyfus ou L’intolérable vérité
- 1976: Ozraceni
- 1981: Salut champion (Fernsehserie, 13 Folgen)
- 1992: Van Loc: un grand flic de Marseille (Fernsehserie, Drehbuch)
- 2000: Les jeunes premiers d’hier et d’aujourd’hui (Fernsehserie)